# Hoa hậu Pháp
Hoa hậu Pháp là cuộc thi sắc đẹp quốc gia tại Pháp được tổ chức thường niên vào tháng 12. Cuộc thi lần đầu tiên được tổ chức vào năm 1920 và được tổ chức liên tục kể từ năm 1947. Nhãn hiệu của cuộc thi thuộc sở hữu của công ty Miss France SAS và là công ty con của Endemol Shine France. Cuộc thi được phát sóng trên kênh TF1.
Cuộc thi Hoa hậu Pháp lần đầu tiên được tổ chức vào năm 1920, với tên gọi La plus belle femme de France (tiếng Việt: Người phụ nữ đẹp nhất nước Pháp), và được tổ chức thêm một năm nữa trước khi bị hủy bỏ cho đến năm 1927. Năm đó, cuộc thi được đổi tên thành Hoa hậu Pháp và được tổ chức thường niên cho đến khi bị gián đoạn vào năm 1940 do Chiến tranh thế giới thứ II. Năm 1947, sau khi chiến tranh kết thúc, cuộc thi đã được khôi phục và được tổ chức thường niên kể từ đó. Năm 1954, Guy Lévy thành lập Ủy ban Hoa hậu Pháp (tiếng Pháp: comité Miss France) để tổ chức cuộc thi. Geneviève de Fontenay tiếp quản Ủy ban Hoa hậu Pháp vào năm 1981, cho đến khi rời đi vào năm 2007. Sau khi de Fontenay rời đi, Sylvie Tellier giữ chức giám đốc quốc gia của Hoa hậu Pháp cho đến tháng 8 năm 2022, khi bà được thay thế bởi Cindy Fabre. Vào tháng 10 năm 2021, Alexia Laroche-Joubert được công bố là chủ tịch mới của Ủy ban Hoa hậu Pháp, làm việc cùng với Tellier và sau đó là Fabre. Vào tháng 3 năm 2023, Frédéric Gilbert, một nhà sản xuất lâu năm của Hoa hậu Pháp, được Laroche-Joubert bổ nhiệm làm tổng giám đốc. Laroche-Joubert rời khỏi Ủy ban Hoa hậu Pháp vào tháng 12 năm 2023 và được thay thế bởi Gilbert.
Các thí sinh của Hoa hậu Pháp phải đáp ứng một số yêu cầu về điều kiện và trước tiên phải giành được danh hiệu khu vực đủ điều kiện tham gia cuộc thi quốc gia, đại diện cho khu vực của họ. Một số khu vực này cũng tổ chức các cuộc thi địa phương tương ứng với các thành phố và sở trong khu vực, trước tiên phải giành chiến thắng trước khi có thể tiến tới thi đấu trong cuộc thi khu vực. Người chiến thắng của Hoa hậu Pháp sẽ sống tại Paris trong năm đương nhiệm trong một căn hộ miễn phí tiền thuê, ngoài ra còn giành được một số giải thưởng bổ sung và hợp đồng tài trợ trong khi vẫn nhận được lương hàng tháng. Thông thường, người chiến thắng sẽ đại diện cho Pháp tại Hoa hậu Hoàn vũ hoặc Hoa hậu Thế giới, trong khi á hậu 1 của cô sẽ tham gia cuộc thi sắc đẹp khác. Trong một số trường hợp, người tiền nhiệm của đương kim vô địch sẽ tham gia cuộc thi sắc đẹp khác hoặc cả hai sẽ đổi năm để tránh xung đột lịch trình giữa cuộc thi sắc đẹp quốc tế được chỉ định và cuộc thi Hoa hậu Pháp tiếp theo.
Hoa hậu Pháp hiện tại là Eve Gilles, người đã đăng quang vào ngày 16 tháng 12 năm 2023 tại Hoa hậu Pháp 2024. Trước đó, cô đã đăng quang Hoa hậu Nord-Pas-de-Calais 2023 và là người phụ nữ thứ tư đến từ Nord Pas-de-Calais giành được danh hiệu này.

## Các đại diện tham gia các cuộc thi sắc đẹp
Hoa hậu Pháp
       Hoa hậu Pháp Á hậu 1
       Hoa hậu Pháp Á hậu 2
       Hoa hậu Pháp Á hậu 3
       Hoa hậu Pháp Á hậu 4
       Hoa hậu Pháp Miss France Outre-Mer
       Hoa hậu Pháp Semi-Finalists
| Year | Miss France                     | Miss Universe France                     | Miss World France                                  | Miss International France                             | Miss Earth France                    |
| 1951 | Nicole Drouin                   | N/A                                      | Jacqueline Lemoine                                 | N/A                                                   | N/A                                  |
| 1952 | Josiane Pouy                    | Claude Godart                            | Nicole Drouin (4th Runner up)                      | N/A                                                   | N/A                                  |
| 1953 | Sylviane Carpentier             | Christiane Martel (Hoa hậu Hoàn vũ 1953) | Denise Perrier (Hoa hậu Thế giới 1953)             | N/A                                                   | N/A                                  |
| 1954 | Irène Tunc                      | Jacqueline Beer (Top 16)                 | Claudine Bleuse (3rd Runner up)                    | N/A                                                   | N/A                                  |
| 1955 | Véronique Zuber                 | Claudie Petit                            | Gisele Thierry (5th Runner up)                     | N/A                                                   | N/A                                  |
| 1956 | Maryse Fabre                    | Anita Treyens (Top 15)                   | Genevieve Solare                                   | N/A                                                   | N/A                                  |
| 1957 | Sylvie-Rosine Numez             | Lisa Simon                               | Claude Inès Navarro (5th Runner up)                | N/A                                                   | N/A                                  |
| 1958 | Monique Negler                  | Monique Boulinguez                       | Claudine Auger (1st Runner-up)                     | N/A                                                   | N/A                                  |
| 1959 | Monique Chiron                  | Françoise St-Laurent (Top 15)            | Marie Hélène Trové                                 | N/A                                                   | N/A                                  |
| 1960 | Brigitte Barazer de Lannurien   | Florence Eyrie                           | Diane Medina (Top 15)                              | Suzanne Degrémont                                     | N/A                                  |
| 1961 | Luce Auger                      | Simone Darot (Top 15)                    | Michèle Wargnier (3rd Runner up)                   | Brigitte Barazer de Lannurien                         | N/A                                  |
| 1962 | Monique Lemaire                 | Sabine Surget                            | Monique Lemaire (2nd Runner up)                    | N/A                                                   | N/A                                  |
| 1963 | Muguette Fabris Île-de-France   | Monique Lemaire (Top 15)                 | Muguette Fabris (6th Runner up)                    | Marie-Josée LeCocq                                    | N/A                                  |
| 1964 | Jacqueline Gayraud              | Edith Noël (Top 10)                      | Jacqueline Gayraud (Top 16)                        | Brigitte Pradel                                       | N/A                                  |
| 1965 | Christiane Sibellin             | Marie-Thérèse Tullio                     | Christiane Sibellin (Top 16)                       | Marie-Perron                                          | N/A                                  |
| 1966 | Michèle Boulé                   | Michèle Boulé                            | Michèle Boulé (Top 15)                             | Not held                                              | N/A                                  |
| 1967 | Jeanne Beck                     | Anne Vernier                             | Carole Noe (Top 15)                                | Martine Grateau                                       | N/A                                  |
| 1968 | Christiane Lillio               | Elizabeth Cadren (Top 15)                | Nelly Gallerne (Top 15)                            | Nelly Gallerne (Top 15)                               | N/A                                  |
| 1969 | Suzanne Angly                   | Agathe Cognet                            | Suzanne Angly (Top 15)                             | Sophie Yallant                                        | N/A                                  |
| 1970 | Michelle Beaurain Île-de-France | Françoise Durand-Behot                   | Michelle Beaurain                                  | Dominique Pasquier                                    | N/A                                  |
| 1971 | Myriam Stocco                   | Myriam Stocco (5th Runner up)            | Myriam Stocco (6th Runner up)                      | Laurence Vallée                                       | N/A                                  |
| 1972 | Claudine Cassereau              | Claudine Cassereau                       | Claudine Cassereau                                 | Suzanne Angly (Top 15)                                | N/A                                  |
| 1973 | Isabelle Nadia Krumacker        | Isabelle Nadia Krumacker                 | Isabelle Nadia Krumacker                           | Christine Schmidth (Top 15)                           | N/A                                  |
| 1974 | Edna Tepava                     | Brigitte Marie Flayac                    | Edna Tepava                                        | Josiane Bouffeni                                      | N/A                                  |
| 1975 | Sophie Perin                    | Sophie Perin                             | Sophie Perin                                       | Isabelle Nadia Krumacker (Top 15) (Miss Photogenic)   | N/A                                  |
| 1976 | Monique Uldaric                 | Monique Uldaric                          | Monique Uldaric                                    | Sophie Perin (Hoa hậu Quốc tế 1976)                   | N/A                                  |
| 1977 | Véronique Fagot                 | Véronique Fagot                          | Véronique Fagot (Top 15)                           | Catherine Pouchele                                    | N/A                                  |
| 1978 | Brigitte Konjovic Île-de-France | Brigitte Konjovic                        | Kelly Hoarau                                       | Véronique Fagot                                       | N/A                                  |
| 1979 | Sylvie Hélène Marie Parera      | Sylvie Hélène Marie Parera               | Sylvie Hélène Marie Parera                         | Martine Juliette David                                | N/A                                  |
| 1980 | Patricia Barzyk                 | Brigitte Choquet                         | Patricia Barzyk (1st Runner up)                    | Sylvie Hélène Marie Parera (Top 10) (Miss Photogenic) | N/A                                  |
| 1981 | Isabelle Sophie Benárd          | Isabelle Sophie Benárd                   | Isabelle Sophie Benárd                             | Beatriz Peyet                                         | N/A                                  |
| 1982 | Sabrina Belleval                | Martine Marie Philipps                   | Martine Marie Philipps                             | Isabelle Rochard                                      | N/A                                  |
| 1983 | Frederique Marcelle Leroy       | Frederique Marcelle Leroy                | Frederique Marcelle Leroy                          | Valérie Guenveur                                      | N/A                                  |
| 1984 | Martine Robine                  | Martine Robine                           | Martine Robine                                     | Corinne Terrason                                      | N/A                                  |
| 1985 | Suzanne Iskandar                | Suzanne Iskandar                         | Nathalie Jones (New-Caledonia)                     | Nathalie Jones (New-Caledonia)                        | N/A                                  |
| 1986 | Valérie Pascale Île-de-France   | Catherine Carew (Guadeloupe)             | Catherine Carew (Guadeloupe)                       | Cathy Billaudeau                                      | N/A                                  |
| 1987 | Nathalie Marquay                | Nathalie Marquay                         | Nathalie Marquay (6th Runner up)                   | Joelle Annik Ramyhed                                  | N/A                                  |
| 1988 | Sylvie Bertin                   | Claudia Frittolini                       | Claudia Frittolini                                 | Nathalie Marquay (Top 10)                             | N/A                                  |
| 1989 | Stephanie (Peggy) Zlotkowski    | Pascale Meotti                           | Stephanie (Peggy) Zlotkowski                       | Dorothée Lambert                                      | N/A                                  |
| 1990 | Gaëlle Voiry                    | Gaëlle Voiry 21ème                       | Gaëlle Voiry                                       | Celine Marteau                                        | N/A                                  |
| 1991 | Maréva Georges                  | Maréva Georges (Top 10)                  | Maréva Georges (Top 10)                            | Catherine Clarysse (1st Runner-up)                    | N/A                                  |
| 1992 | Linda Hardy                     | Linda Hardy                              | Linda Hardy                                        | Benedicte Marie Delmas                                | N/A                                  |
| 1993 | Véronique de la Cruz            | Véronique de la Cruz                     | Véronique de la Cruz (6th Runner up)               | Marie-Ange Noelle Contart                             | N/A                                  |
| 1994 | Valérie Claisse                 | Valérie Claisse 36ème                    | Radiah Latidine                                    | Nathalie Pereira                                      | N/A                                  |
| 1995 | Mélody Vilbert                  | Corinne Lauret 17ème                     | Hélène Lantoine                                    | Mélody Vilbert (Top 10)                               | N/A                                  |
| 1996 | Laure Belleville                | Laure Belleville 11ème                   | Séverine Deroualle                                 | Nancy Cornelia Delettrez                              | N/A                                  |
| 1997 | Patricia Spehar Île-de-France   | Patricia Spehar 37ème                    | Laure Belleville                                   | Marie Pauline Borg (2nd Runner-Up)                    | N/A                                  |
| 1998 | Sophie Thalmann                 | Sophie Thalmann                          | Véronique Caloc (1st Runner up)                    | Patricia Spehar (Top 10)                              | N/A                                  |
| 1999 | Maréva Galanter                 | Maréva Galanter 13ème                    | Sandra Bretones                                    | Céline Cheuva                                         | N/A                                  |
| 2000 | Sonia Rolland                   | Sonia Rolland (Top 10)                   | Karine Meier                                       | Tatiana Michèle Bouguer                               | N/A                                  |
| 2001 | Élodie Gossuin                  | Élodie Gossuin (Top 10)                  | Emmanuelle Chossat                                 | Nawal Benhlal                                         | N/A                                  |
| 2002 | Sylvie Tellier                  | Sylvie Tellier 42ème                     | Caroline Chamorand                                 | Emmanuelle Jogadinsinski (1st Runner-Up)              | N/A                                  |
| 2003 | Corinne Coman                   | Emmanuelle Chossat                       | Virginie Dubois                                    | Elodie Couffin                                        | Jennifer Pichard (Best Swimsuit)     |
| 2004 | Lætitia Bléger                  | Lætitia Bléger                           | Lætitia Marciniak                                  | Lucie Degletagne                                      | Audrey Nogues                        |
| 2005 | Cindy Fabre                     | Cindy Fabre 29ème                        | Cindy Fabre                                        | Cynthia Tevere (Top 10)                               | Alexandra Uhan                       |
| 2006 | Alexandra Rosenfeld             | Alexandra Rosenfeld 22ème                | Laura Fasquel                                      | Marie-Charlotte Meré                                  | Anne Charlotte Triplet (Top 16)      |
| 2007 | Rachel Legrain-Trapani          | Rachel Legrain-Trapani 52ème             | Rachel Legrain-Trapani                             | Sophie Vouzelaud                                      | Alexandra Gaguen                     |
| 2008 | Valérie Bègue                   | Laura Tanguy                             | Laura Tanguy                                       | Vicky Michaud                                         | Charlotte Lagauzere                  |
| 2009 | Chloé Mortaud                   | Chloé Mortaud (Top 10)                   | Chloé Mortaud (3rd Runner-up)                      | Mathilde Muller                                       | Magalie Audrey Thierry (Top 16)      |
| 2010 | Malika Ménard                   | Malika Ménard (Top 15)                   | Virginie Dechenaud (Top 25)                        | Florima Treiber (Top 10)                              | Fanny Samantha Vauzanges             |
| 2011 | Laury Thilleman                 | Laury Thilleman (Top 10)                 | Clémence Oleksy                                    | Laura Maurey                                          | Mathilde Florin                      |
| 2012 | Delphine Wespiser               | Marie Payet (Top 10)                     | Delphine Wespiser                                  | Marion Amelineau                                      | N/A                                  |
| 2013 | Marine Lorphelin                | Hinarani de Longeaux 17ème               | Marine Lorphelin (1st Runner up) (Queen of Europe) | N/A                                                   | Sophie Garenaux (Top 16)             |
| 2014 | Flora Coquerel                  | Camille Cerf (Top 15)                    | Flora Coquerel                                     | Aurianne Sinacola (Best Body)                         | Laëtizia Penmellen (Miss Photogenic) |
| 2015 | Camille Cerf                    | Flora Coquerel (Top 5)                   | Hinarere Taputu (Top 11)                           | Charlotte Pirroni                                     | Alyssa Wurtz (Top 16)                |
| 2016 | Iris Mittenaere                 | Iris Mittenaere (Hoa hậu Hoàn vũ 2016)   | Morgane Edvige (Top 20)                            | Khaoula Najine                                        | N/A                                  |
| 2017 | Alicia Aylies                   | Alicia Aylies                            | Aurore Kichenin (Top 5)                            | Maëva Balan                                           | Rony Joeliah                         |
| 2018 | Maëva Coucke                    | Eva Colas                                | Maëva Coucke (Top 10)                              | Mélanie Labat                                         | Allison Dernard                      |
| 2019 | Vaimalama Chaves                | Maëva Coucke (Top 10)                    | Ophély Mézino (1st Runner up)                      | Solène Barbot                                         | Sonate Terrassier                    |
| 2020 | Clémence Botino                 | Amandine Petit (Top 21)                  | N/A                                                | N/A                                                   | Léa Llorens                          |
| 2021 | Amandine Petit                  | Clémence Botino (Top 10)                 | April Benayoum (Top 13)                            | N/A                                                   | Amélie Gigan                         |
| 2022 | Diane Leyre                     | Floriane Bascou                          | N/A                                                | N/A                                                   | N/A                                  |
| 2023 | Indira Ampiot                   | Diane Leyre                              | Clémence Botino                                    | N/A                                                   | N/A                                  |
| 2024 | Eve Gilles                      | Indira Ampiot                            | TBA                                                | N/A                                                   | N/A                                  |

## Chú ý
Năm 2008, sau khi những bức ảnh thiếu đứng đắn của Hoa hậu Pháp 2008, Valérie Bègue bị tung ra, cô đã đứng trước nguy cơ bị tước vương miện. Tuy nhiên cuối cùng, bà Genvieve de Fonteney, chủ tịch cuộc thi Hoa hậu Pháp đã quyết định cho phép cô được giữ lại danh hiệu, nhưng không được phép tham dự các cuộc thi sắc đẹp quốc tế. Á hậu 1 Vahinerii Requillart quyết định sẽ không tham dự Hoa hậu Hoàn vũ vì cô muốn tiếp tục học tập. Cuối cùng, Á hậu 2 Laura Tanguy được chọn để đại diện cho Pháp tham dự cuộc thi Hoa hậu Hoàn vũ 2008 tổ chức tại Nha Trang, Việt Nam.

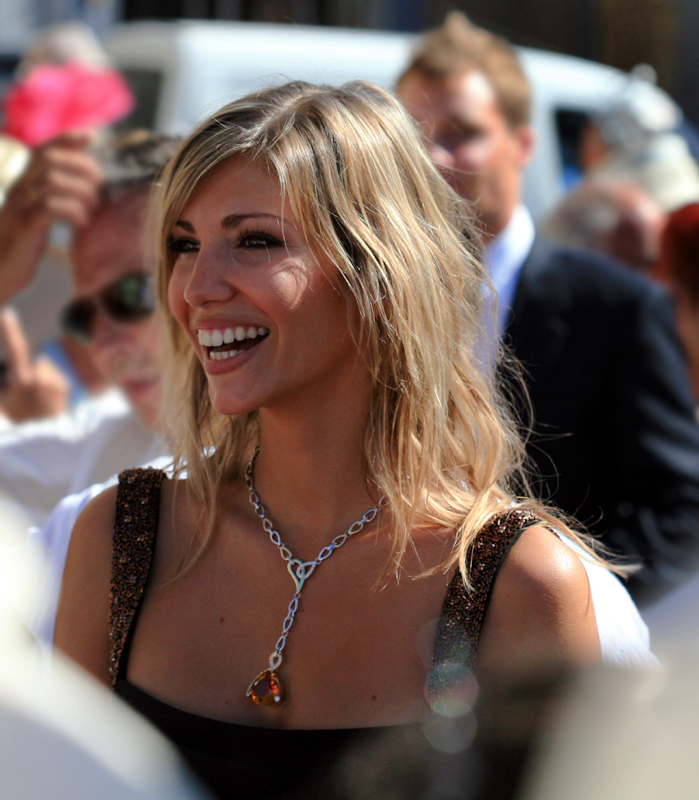
Alexandra Rosenfeld, Hoa hậu Pháp 2006 đồng thời là Hoa hậu châu Âu 2006